# Ross Freeman
Ross H. Freeman (* 26. Juli 1944 in Michigan; † 22. Oktober 1989) war ein US-amerikanischer Physiker. Er war im Bereich elektronischer Halbleiterbauelemente wesentlicher Entwickler und Pionier bei den ersten verfügbaren programmierbaren Logikarrays, sogenannten Field Programmable Gate Arrays (FPGA). Weiters war er Mitgründer der noch heute in diesem Geschäftsfeld tätigen Firma Xilinx. Im Jahr 2009 wurde Freeman postum für die Entwicklung des ersten FPGAs in die US-amerikanische National Inventors Hall of Fame aufgenommen.

## Leben
Ross Freeman schloss im Jahr 1969 sein Studium der Physik an der Michigan State University mit einem Bachelor ab, 1971 mit einem Master von der University of Illinois. Im Anschluss arbeitete er für die ehemalige Telekommunikationsfirma Teletype Corporation, wo er verschiedene PMOS-Halbleiterschaltungen entwickelte. Anschließend war er bei Zilog tätig, wo er als einer der ersten Mitarbeiter unter anderem Ende der 1970er Jahre an der Entwicklung des Z8000 mitwirkte.
Anfang der 1980er Jahre begann er mit der Entwicklung von programmierbaren Logikarrays (FPGA) deren grundlegende und bis heute verwendete Strukturen er im Jahr 1984 patentierte. Freemans Idee bestand darin, neben der Struktur des Arrays, dass er für die Verschaltung und Konfiguration innerhalb des FPGAs statische Speicherzellen (SRAMs) einsetzte, die bei der Aktivierung des Bauelements von einem Festwertspeicher mit den Konfigurationsdaten geladen werden. Damit war es im Gegensatz zu den konkurrierenden „festverdrahteten“ anwendungsspezifischen integrierten Schaltungen (ASICs) möglich, Änderung in der Struktur der digitalen Schaltung im FPGA kurzfristig durchzuführen.
Im Jahr 1984 gründete er gemeinsam mit Bernie Vonderschmitt und Jim Barnett im Silicon Valley die Firma Xilinx. Freeman starb fünf Jahre nach der Firmengründung an einer chronischen Krankheit.